# Новаковский, Богуслав Августович
Богуслав Августович Новаковский (27 июня 1938 года, город Стрый, Польша — 13 февраля 2021 года) — советский и российский учёный в области географии, доктор географических наук, заслуженный профессор МГУ (2011), Почётный геодезист (1999).

## Биография
В 1961 году окончил геодезический факультет Львовского политехнического института по специальности аэрофотогеодезия. Учился в аспирантуре МИИГАиК, по окончании аспирантуры работал на кафедре
В 1967 году защитил диссертацию на соискание учёной степени кандидат технических наук на тему «Анализ трансформирующих устройств засечек универсальных стереофотограмметрических приборов», научный руководитель профессор Ф. В. Дробышев. С 1971 года доцент кафедры аэрокосмических съёмок МИИГАиК
С 1978 года работал в Московском государственном университете имени М. В. Ломоносова.
В 1988 году защитил диссертацию на соискание учёной степени доктор географических наук на тему «Комплексная картографо-фотограмметрическая интерпретация материалов дистанционного зондирования Земли в целях географических исследований», научный консультант профессор С. Н. Сербенюк.
В 1999 году выступил инициатором создания учебно-научной лаборатории цифровой картографии и фотограмметрии и бессменно руководил ею до своей кончины.
Ушёл из жизни 13 февраля 2021 года.
Подготовил и в течение многих лет читал лекции по учебным курсам «Аэрокосмические методы в географических исследованиях», «Основы дистанционного зондирования Земли», «Фотограмметрия», «Цифровая фотограмметрия», «Цифровая картография». Научный руководитель девяти кандидатских, научный консультант двух докторских диссертаций. В 1992 году присвоено звание профессора.
Автор и соавтор более 200 работ, в том числе 13 монографий и 10 учебно-методических пособий и разработок. Автор изобретения. Научная работа Б. А. Новаковского получала поддержку Российского фонда фундаментальных исследований.
Входил в редколлегию журнала «Геоинформатика»
К 80-летию со дня рождения Б. А. Новаковского прошла выставка научных работ

## Научные интересы
Внёс значительный вклад в методы комплексной картографо-фотограмметрической интерпретации результатов дистанционного зондирования земной поверхности.